# Poul Rasmusen
 Ikke at forveksle med Poul Rasmussen.
Poul Gundersen Rasmusen (født 16. marts 1869 i Korsør, død 9. september 1917 i København) var en dansk jurist og politiker.
Rasmusen var søn af konsul Th. Rasmusen og hustru Cordelia f. Harboe, blev student fra Sorø Akademi 1888 og cand.jur. 1895. Han var assistent i Finansministeriet 1896-99 og blev overretssagfører 1899. 
Han var folketingsmand for Randerskredsen 1901-1906 og landstingsmand for 1. landstingskreds fra 1910 til sin død i 1917. Han var Højres kandidat i Københavns 5. kreds ved folketingsvalget 1909 og 1910, i og Odensekredsen ved folketingsvalget 1913.
Han var borgerrepræsentant fra 1909 til sin død (valgt for Antisocialistisk Borgerliste) og formand for Den konservative Klub i København.
Han var gift med Hansigne Frandsen, f. 2. marts i Ringsted, datter af dampmøller J.C. Frandsen og hustru f. Carlsen.
Hans gravminde blev udført af Schannongs Monument-Forretning og ligger begravet på Vestre Kirkegård i København.